# Olga Ismayilova
Olga Ismayilova (Khàrkiv, 16 de setembre de 1985) és una ciclista en pista azerbaidjanesa. Fins al 2014 era coneguda com a Volga Panàrina (en belarús: Вольга Юр'еўна Панарына) o Olga Panàrina (en rus: Ольга Юрьевна Панарина) i tenia nacionalitat belarussa i era d'origen ucrainès.
Destaca en el ciclisme en pista on s'ha proclamat Campiona del món en 500 metres contrarellotge, i dos cops Campiona d'Europa.

## Palmarès
- 2010
  -  Campiona d'Europa en Keirin
- 2011
  -  Campiona del món en 500 metres
  -  Campiona de Belarús en Velocitat
  -  Campiona de Belarús en Velocitat per equips
  -  Campiona de Belarús en 500m.
  -  Campiona de Belarús en Keirin
- 2012
  -  Campiona d'Europa en Velocitat
  -  Campiona de Belarús en Velocitat
  -  Campiona de Belarús en Velocitat per equips
  -  Campiona de Belarús en 500m.
  -  Campiona de Belarús en Keirin
- 2014
  -  Campiona de l'Azerbaidjan en Velocitat

### Resultats a laCopa del Món
- 2011-2012
  - 1a a Astanà, en 500m.
- 2012-2013
  - 1a a la Classificació general i a la prova de Glasgow, en 500m.